# دوبو
دوبو (به چکی: Dobev) یک منطقهٔ مسکونی در جمهوری چک است که در ناحیه پیسک واقع شده‌است. دوبو ۲۱٫۲۶ کیلومتر مربع مساحت و ۶۸۳ نفر جمعیت دارد و ۳۸۵ متر بالاتر از سطح دریا واقع شده‌است.